# Insubordinazione (diritto civile)
L'insubordinazione, nel diritto civile italiano, è la violazione da parte del lavoratore degli obblighi di diligenza e obbedienza, sanciti dall'art. 2104 del codice civile.
L'insubordinazione è una giusta causa di licenziamento.

## Casistiche

### Ingiurie o atti violenti
L'insubordinazione è una nozione più ampia del semplice rifiuto di adempiere. Normalmente, è associata all'esplicarsi attraverso ingiurie, minacce o percosse poste in essere nei confronti dei superiori (Cass. 3/3/92, n. 2573).  
In taluni casi, la reazione del lavoratore è indotta da ingiurie del superiore o altri atti per creare una giusta causa di licenziamento, in presenza di testimoni oculari del fatto: non risulta ravvisabile la giusta causa di licenziamento nel comportamento del lavoratore che reagisca, anche se in forma illegittima, agli atti arbitrari del superiore che siano palesemente e incontrovertibilmente esterni al rapporto di lavoro (Cass. 19/12/98, n. 12717).

### Rifiuto di azioni non conformi alle leggi
Non costituisce insubordinazione il rifiuto di eseguire atti che violino fonti del diritto prevalenti sulle procedure aziendali o gli ordini orali dei superiori gerarchici.

### Diritto di critica e tutele dell'azienda
Resta impregiudicato il diritto del lavoratore a criticare, anche in presenza di più persone, dentro o al di fuori del posto di lavoro, l'azienda o la persona dei suoi superiori gerarchici. La Costituzione (art. 21) garantisce poi che la libertà di espressione possa realizzarsi con mezzi orali, scritti o gli altri strumenti di diffusione.
La critica rappresenta una giusta causa di licenziamento quando questa travalichi il limite della correttezza formale (Cass. 24/9/03, n. 14179), oppure se, superando il limite del rispetto della verità oggettiva, si traduca in una condotta lesiva del decoro dell'impresa, suscettibile di determinare un danno economico in termine di lesione all'immagine e alla reputazione commerciale (Cass. 14/6/04, n. 11220). 
La denuncia di un fatto vero non è in sé reato, anche se questo comporta un danno economico e di immagine per le impresa. 
Tale principio, in genere a tutela della libertà di stampa, vale anche se questa denuncia non viene fatta da persone terze all'azienda, ma da suoi dipendenti, e se interessa fatti per i quali la legge italiana non impone un obbligo di denuncia, ma questo può derivare da considerazioni di ordine etico. 
Questo principio assume un valore più rilevante quando la denuncia porta all'attenzione dell'opinione pubblica fatti di interesse generale, per cui con la sua azione di denuncia il dipendente ha privilegiato il bene della collettività a quello proprio e dell'immagine dell'azienda in cui lavora.
Tuttavia, le modalità di questa denuncia, come il mezzo e le espressioni usati, devono rispettare la verità oggettiva dei fatti, senza comportare un danno di immagine ed economico, ulteriore a quello derivante dalla divulgazione del fatto stesso.